# Здание Государственного банка (Нижний Новгород)
Ансамбль зданий Государственного банка в Нижнем Новгороде — памятник архитектуры неорусского стиля. Построен в 1911—1913 годах по проекту В. А. Покровского. Архитектурный ансамбль в неорусском стиле образуют: главное здание, жилой флигель для служащих, ограда кованая с воротами, часозвоня. Находится по адресу: Большая Покровская улица, д. 26.

## История

### Строительство
Поводом для строительства послужили 50-летний юбилей Государственного банка Российской империи, отмечавшийся в 1910 году, и предстоящие празднества в честь 300-летия дома Романовых в 1913 году. Совет Государственного банка объявил конкурс на лучший проект здания для Нижегородского отделения. В нём приняли участие многие прославленные архитекторы — А. В. Щусев, Ф. О. Шехтель, А. И. фон Гоген, Н. М. Вешняков, но победу одержал действительный член Академии художеств Владимир Александрович Покровский.
Ход строительства:
- Начало работ: 5 мая 1911 г.
- Торжественная закладка: 24 июля 1911 г.
- Освящение: 14 мая 1913 г.

Общая стоимость постройки с покупкой земли обошлась Государственному банку в 1 110 000 рублей, причем все расходы были покрыты прибылями Нижегородского отделения.
Менее чем за два года благодаря напряженной работе мастеров — каменщиков, кузнецов, керамистов, иконописцев, резчиков по дереву и камню, механиков и инженеров — удалось выстроить здание, оборудованное по последнему слову техники и отвечающее всем требованиям банковской инструкции. Строительство велось с привлечением лучших фирм и специалистов.
Цокольная часть здания построена из серого финляндского гранита, а фасад основного корпуса облицован белым уральским камнем. На фасаде в камне высечен герб Российской империи. Главный вход в банк представляет собой крытое крыльцо, увенчанное эмалевым шатром. Две двустворчатые двери обиты зеленой медной чеканкой с золоченными орлами. Сложность и высокая стоимость облицовочных работ оправдывались основной идеей архитектора — построить уникальное здание.

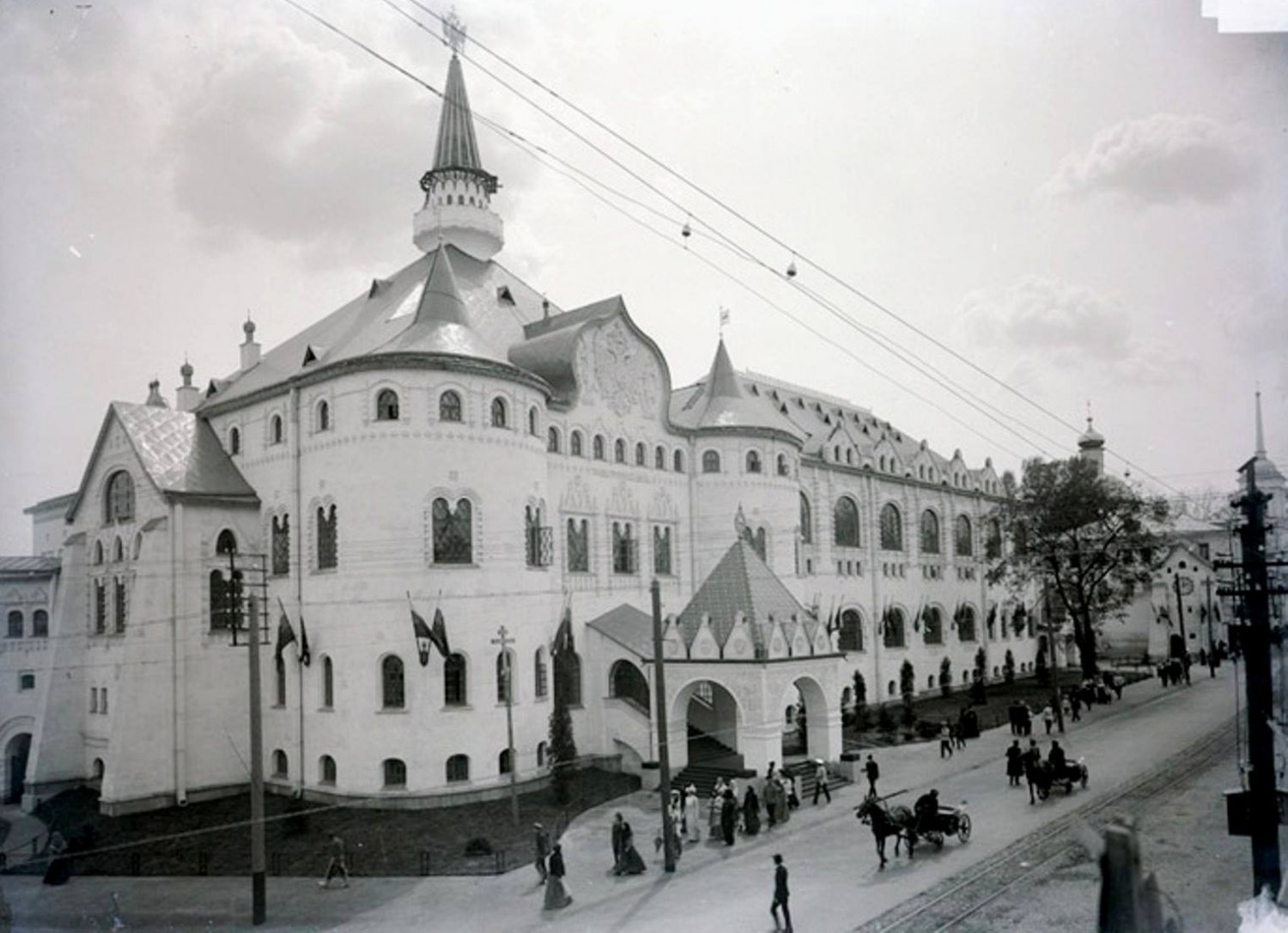
Здание Государственного банка, 1913 год.

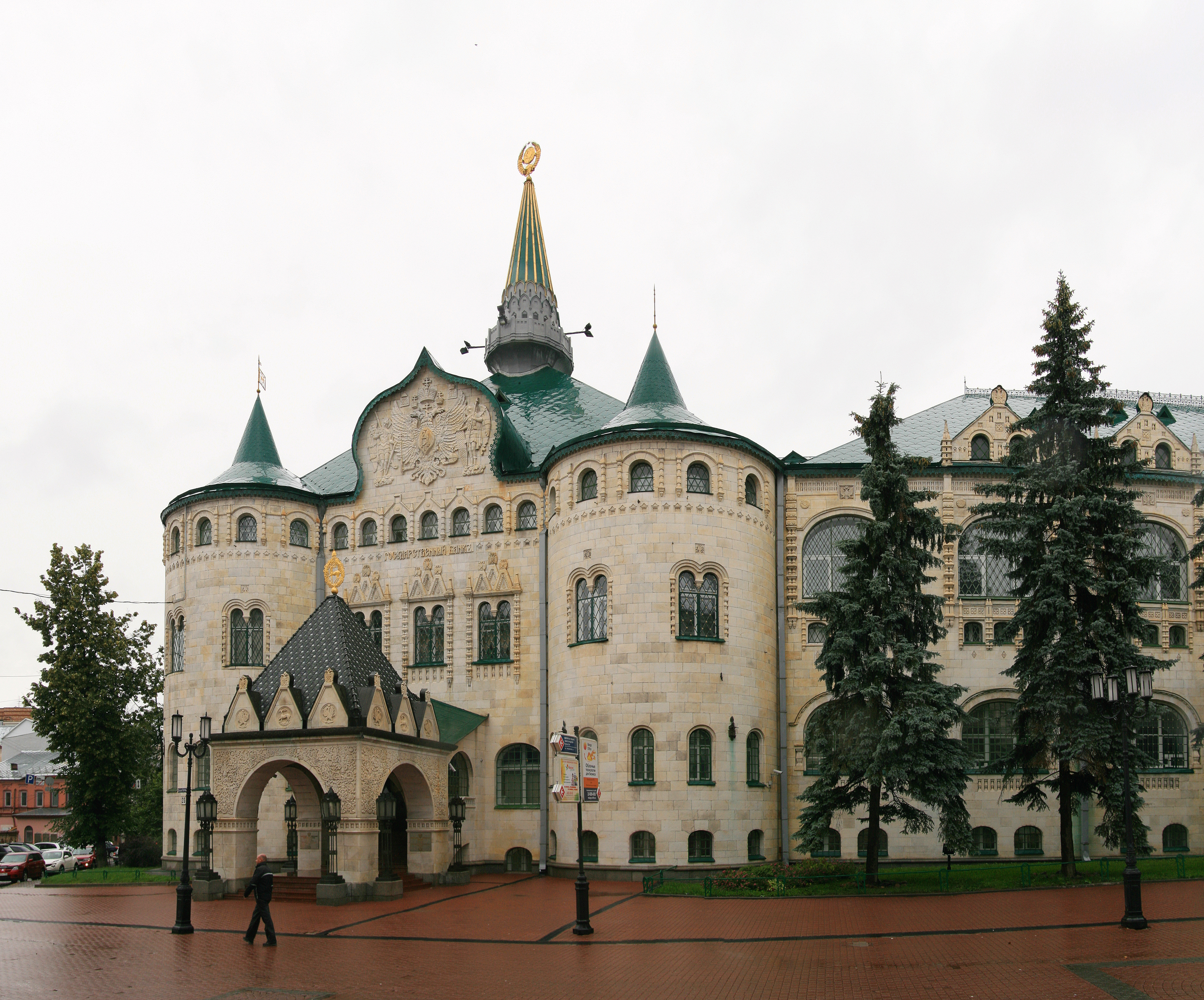
Здание Государственного банка, 2014 год.

Для росписи интерьеров В. А. Покровский пригласил Ивана Яковлевича Билибина, который также восхищался культурой Древней Руси. Иван Яковлевич взял на себя разработку эскизов, саму же роспись перепоручил московским живописцам братьям Николаю и Георгию Пашкову. Роспись посвящалась сразу нескольким темам: избранию на российский престол первого из рода Романовых — Михаила Фёдоровича; богатству России и исконному торгово-промышленному предпринимательству россиян; подвигу нижегородского ополчения начала XVII века и выдающейся роли нижегородцев в истории страны. Эта многогранность идей отразилась в сюжетике росписей отдельных помещений банка.
На сводах потолков первого этажа изображены гербы городов, с которыми Нижний Новгород торговал еще со времен Макарьевской ярмарки, и аллегорические изображения четырех стихий.
За высокими дверями когда-то располагались залы малого кредита и сберегательной кассы. Роспись присутствует здесь только фрагментами, но особую красоту помещениям придают резные обрамления дверей и ажурные металлические решетки на них.
Парадная мраморная лестница, ведущая на второй этаж, украшена майоликовыми изразцами. Освещают ее четыре бронзовых фонаря, выполненные в виде смоляных светильников XVII века.
На втором этаже росписи стен и потолка более яркие и насыщенные. В первом аванзале изображены небесные светила, аллегории времен года и зодиакальные знаки. В бывшей «ожидальне» — небольшом уютном зале с деревянным потолком — располагается самая большая картина. Это список с книжной миниатюры XVII века, рассказывающей о моменте избрания на престол Михаила Фёдоровича Романова.
Вход в большой операционный зал предваряет второй аванзал, где в аллегорических образах представлены драгоценные металлы — золото, платина, серебро и медь.
Операционный зал стал настоящим чудом инженерии того времени. Разработанная В. А. Покровским стальная сетка подвешена к металлической подкровельной конструкции, покрыта особым составом и расписана. Благодаря такому решению отсутствует необходимость в дополнительных опорах, что позволяет просматривать всю плоскость потолка без помех. Общая площадь зала составляет 800 кв. метров. Росписи, разбитые на сегменты, многократно повторяясь, задают определенный ритм. Праздничный, торжественный вид помещения создает у посетителей ощущение пребывания в гриднице — месте сбора дружины древнерусского князя.

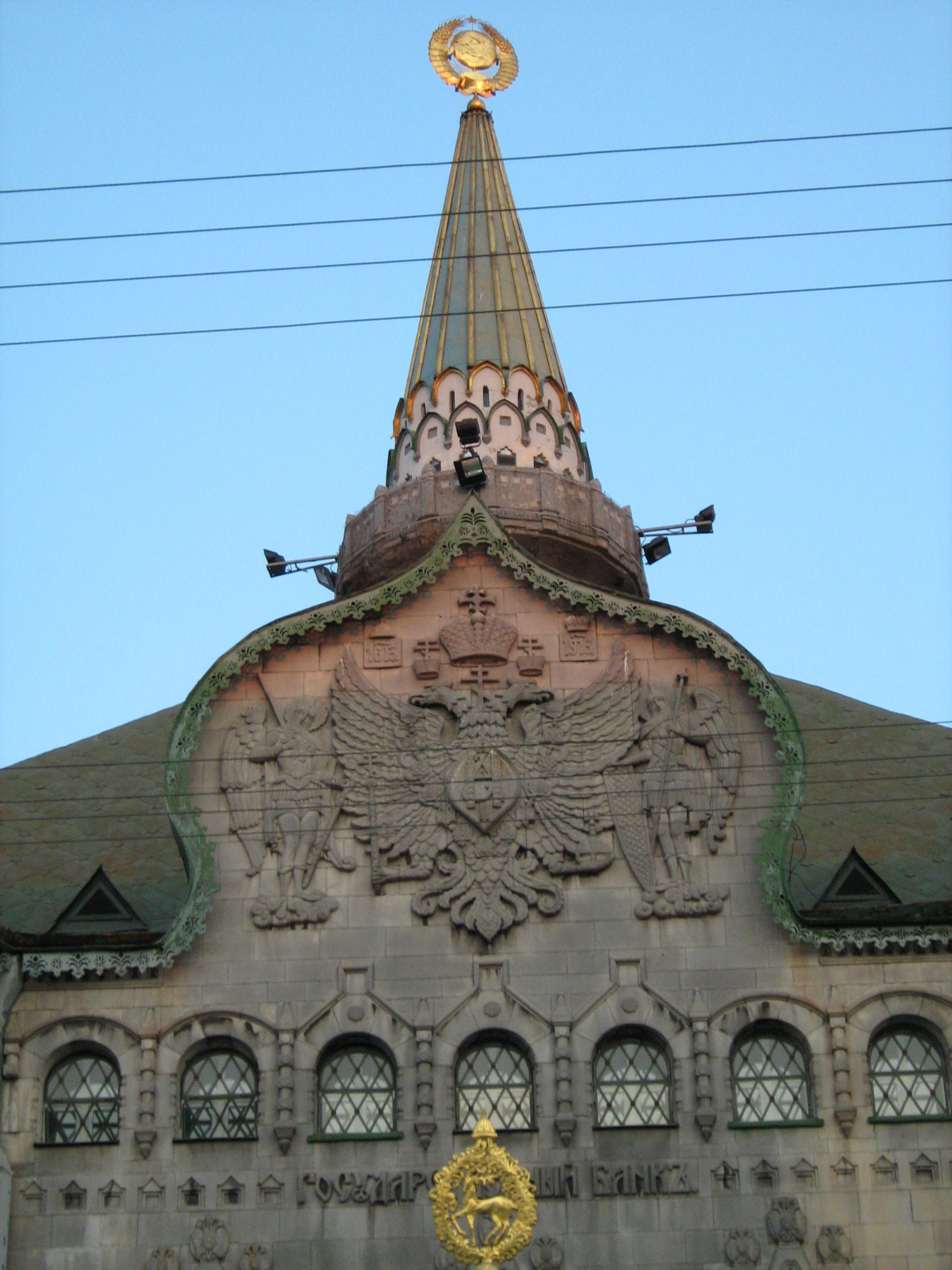
Три герба — нижегородский олень над крыльцом, герб Российской империи на фасаде и герб СССР на шпиле

### Торжественное открытие

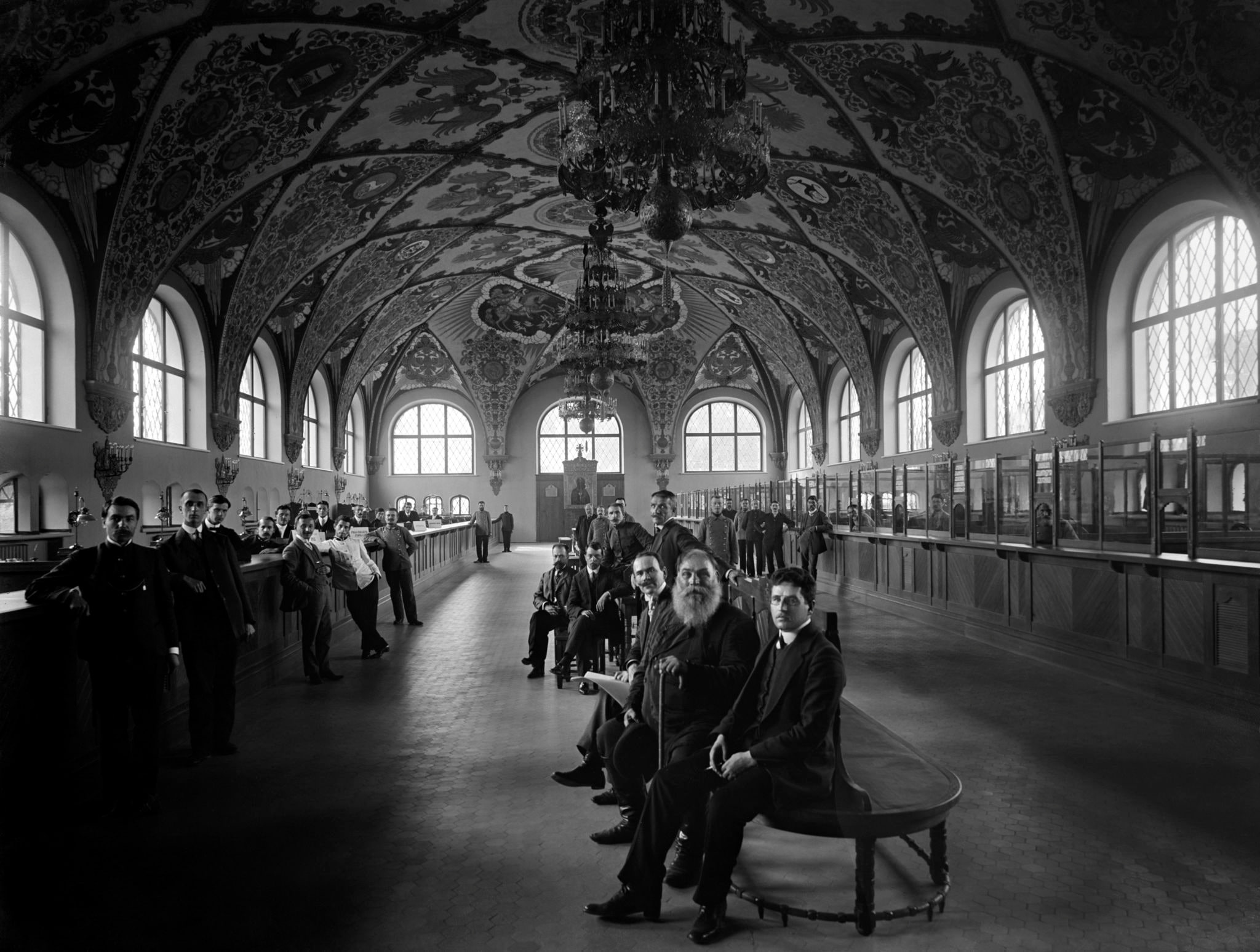
В операционном зале Государственного банка. Фотография Максима Дмитриева, 1913 год.

Визит императора Николая II в Нижний Новгород в 1913 в рамках торжеств, посвященных 300-летию дома Романовых, стал большим событием для города. В программу однодневного визита было включено, в том числе, посещение и открытие нового здания для отделения Государственного банка.
17 мая после торжественной встречи на перроне вокзала и восторженного приема на всем пути в верхнюю часть города, в половине пятого вечера августейшая семья прибыла к новому зданию Государственного банка. Официально императора приветствовали министр финансов В. Н. Коковцов, министр внутренних дел Н. А. Маклаков и управляющий местным отделением банка Н. П. Полянский. Государь вначале осмотрел нижнее помещение банка — зал отделения малого кредита и сберегательную кассу, а затем проследовал в большой операционный зал.

### Исполнители работ — подрядчики

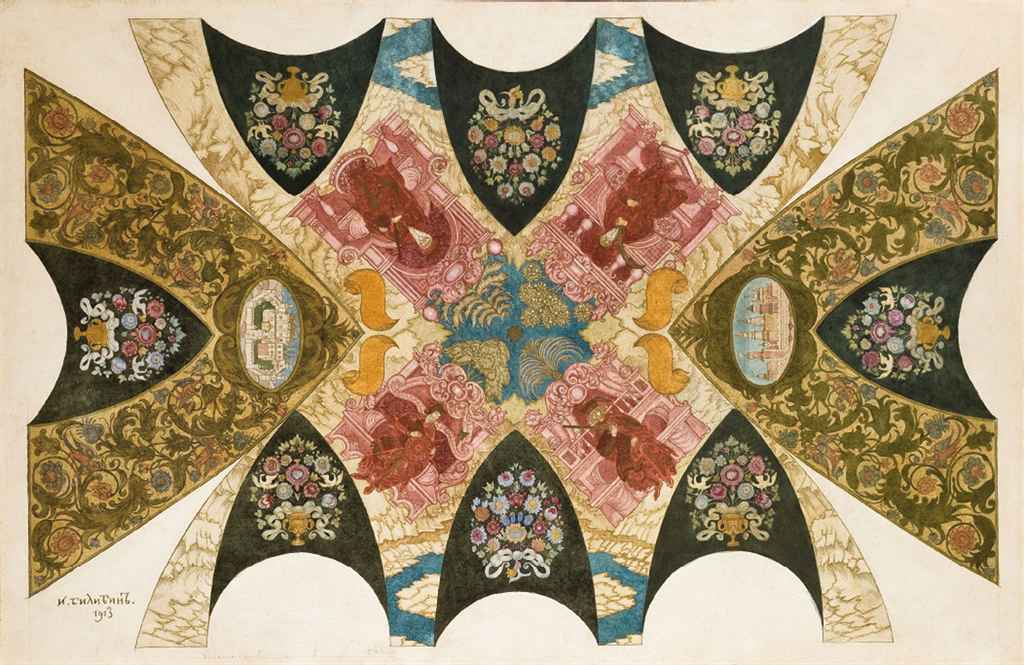
Эскиз росписи, 1913

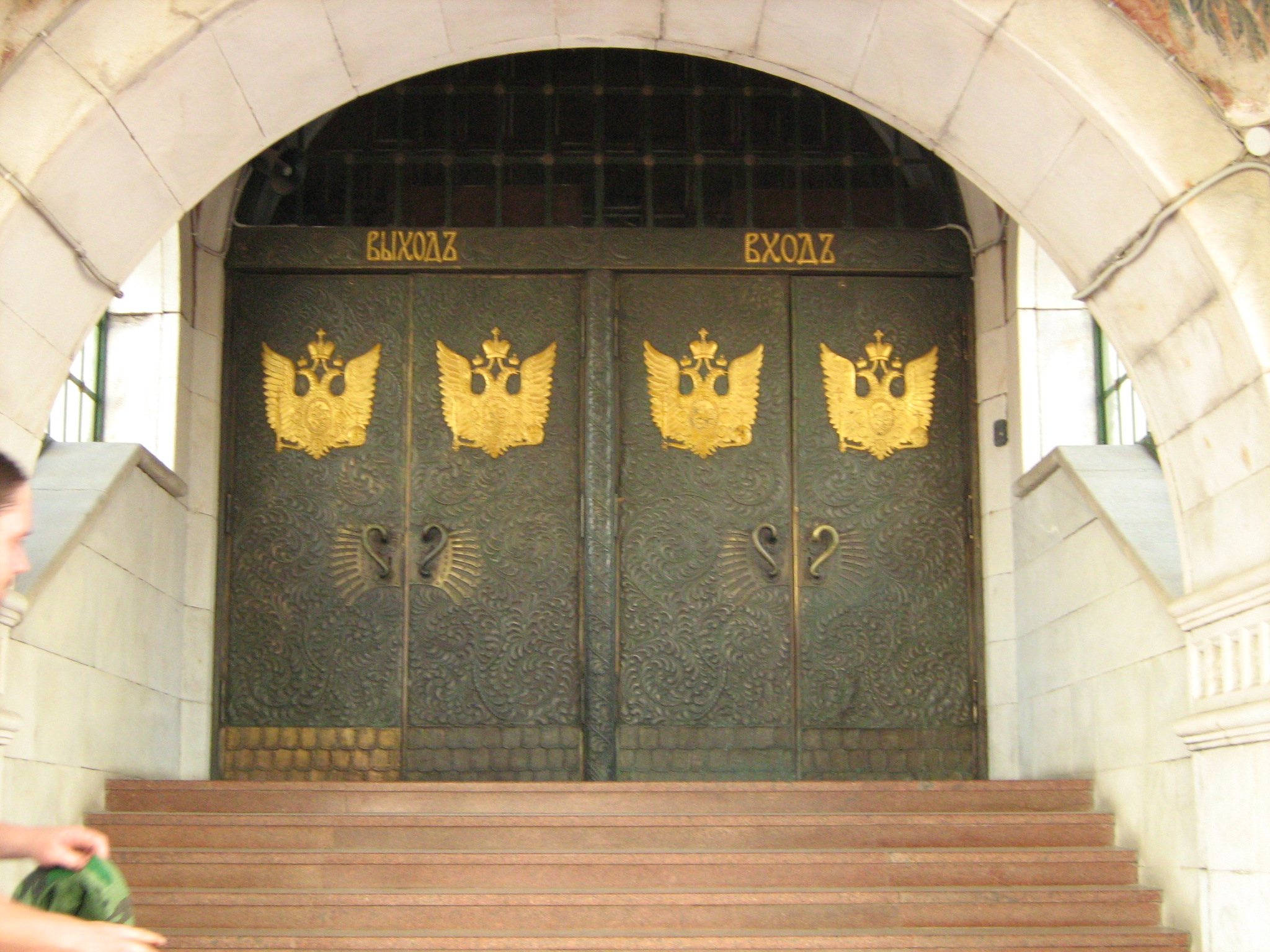
Вход в здание

К строительным работам были привлечены:
- Архитекторы: Голенищев Р. П., Нилус Б. М., а также Федоровский П. Ф.[1]
- Художники: Билибин И. Я., Пашковы Н. П. и Г. П.
- Облицовочные работы: Филотей Я. И.
- Кузнечно-слесарные работы: Чесноков П. Г.
- Майолика: мастерская «Гельдвейн-Ваулин».
- Водопроводные и плиточные работы: торговый дом «Мюр и Мерилиз».
- Инженерные конструкции: завод акционерного общества «Сормово».

Министр финансов В. Н. Коковцов в письме графу В. Б. Фредериксу выражал следующее мнение о здании Государственного Банка в Нижнем Новгороде:

«…Это здание, открытие которого приурачивается к нынешнему юбилейному году, должно служить величественным памятником трехсотлетия царствования Дома Романовых и в сих видах оно выстроено в русском стиле эпохи первых царей из Дома Романовых. Все внутреннее убранство, как-то мебель, электрическая арматура, роспись стен и потолков и проч., до последних мелочей, выдержаны также в русском стиле. Вообще это здание по своей художественности, цельности производимого впечатления, в связи с большими размерами его, должно занять одно из первых мест в ряду других построек русского стиля в Империи».

Здание используется по первоначальному назначению — в нём находится Волго-Вятское главное управление Центрального банка Российской Федерации.

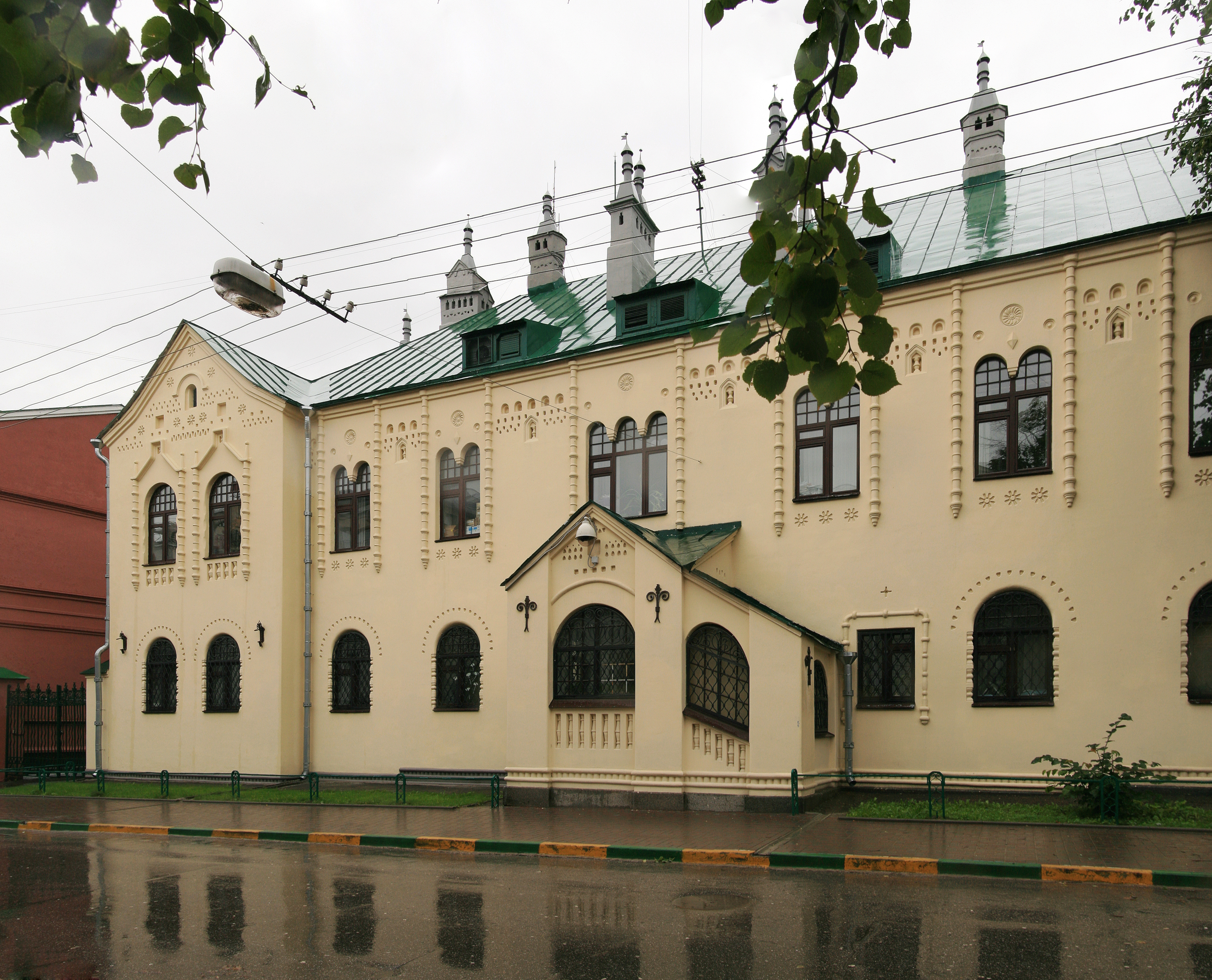
Фасад, выходящий на улицу Грузинская

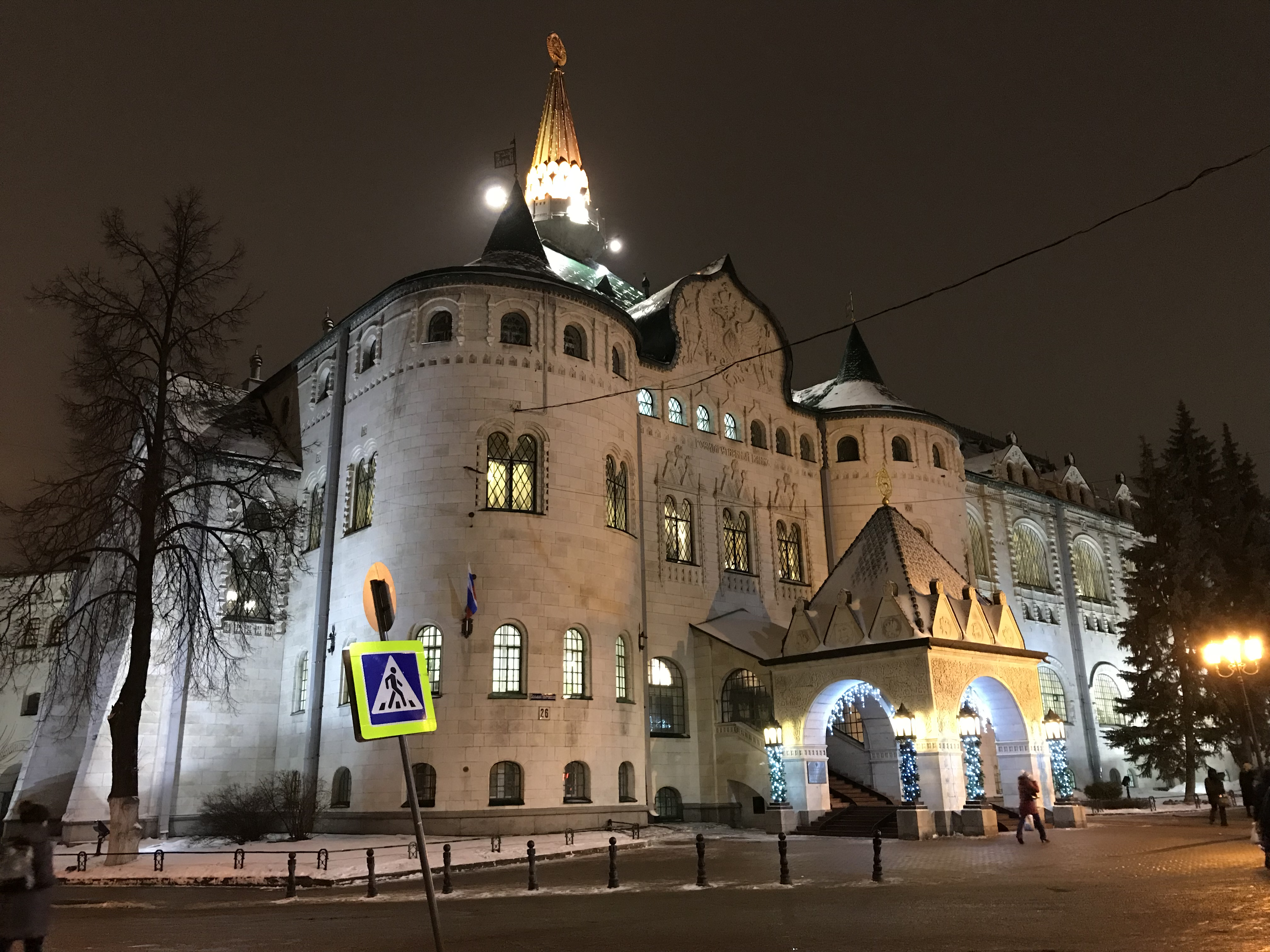
Здание Государственного банка вечером

## Источники архивные

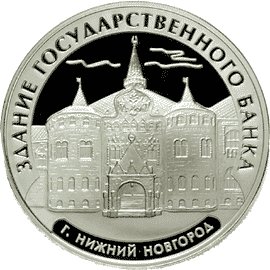
«Здание Государственного банка, г. Нижний Новгород». Памятная монета Банка России серии «Памятники архитектуры России», номинал 3 рубля, серебро, 2006 год.